# Dialeurolonga swainei
Dialeurolonga swainei là một loài côn trùng cánh nửa trong họ Aleyrodidae, phân họ Aleyrodinae.
Dialeurolonga swainei được Martin miêu tả khoa học đầu tiên năm 1999.